# Стиг Данијелсон
Backa
Стиг Данијелсон (швед. Stig Danielsson; Гетеборг, 24. јануар 1920 — 24. новембар 2011) био је шведски атлетичар који се такмичио у спринтерским дисциплинама. Био је члан Спортског друштва Ергите из Гетеборга.
На 3. Европском првенству у атлетици на отвореном 1946. у Ослу са шведском штафетом 4 х 100 мртара освојио је златну медаљу резултаром 41,5 секунди.  Штафета је трчала у сасзтаву Данијелсон, Инге Нилсон, Оле Лешер и Стиг Хокансон. Учествовао је и у трци на 200 м где је заузео 4. место.
Четрири године касније на 4. Европском првенству 1950 у Бриселу са штафетом 4 х 100 m у саставу: Гете Ћелберг, Лејф Кристерсон, Данијелсон и Ханс Риден освојио је бронзану медаљу.

## Значајнији резултати
| Датум | Такмичење          | Место          | Пласман | Дисциплина | Резултат | Детаљи |
| ----- | ------------------ | -------------- | ------- | ---------- | -------- | ------ |
| 1946  | Европско првенство | Осло Норвешка  | 5.      | 200 м      | 21,9     |        |
| 1946  | Европско првенство | Осло Норвешка  |         | 4 × 100 м  | 41,5     | [ 2 ]  |
| 1950  | Европско првенство | Брисел Белгија |         | 4 × 100 м  | 41,9     | [ 2 ]  |

## Успеси на националним првенствима
- 100 м (3) — сребро 1946. 1947. и 1950)
- 200 м (2) — злато (1946 и 1950)